# Distrito de Quiñota
El distrito peruano de Quiñota es uno de los ocho distritos de la Provincia de Chumbivilcas, ubicada en el Departamento de Cuzco, bajo la administración el Gobierno regional del Cuzco. 
El Papa Juan XXIII segregó de la Arquidiócesis del Cusco, las Provincias civiles de Canchis, Canas, Espinar y Chumbivilcas y con ellas creó la Prelatura de Sicuani, haciéndola sufragánea del Cusco, mediante la Constitución Apostólica "Universae Ecclesiae" del 10 de enero de 1959.

## Historia
El distrito fue creado mediante Ley N° 14047 del 17 de marzo de 1962, dada en el gobierno del Presidente Manuel Prado Ugarteche.

## Geografía
Su capital es el poblado de Quiñota que se ubica a  3 593 m s. n. m. aproximadamente.

## División administrativa

### Comunidades Campesinas
1. Comunidad Campesina de Hat'a Pallpa Pallpa
2. Comunidad Campesina de Quiñota
3. Comunidad Campesina de Pumallaqta
4. Comunidad Campesina de Qollana.

### Centros poblados
- Accoito
- Queullapampa
- Miraflores
- Quinsanía 
- Queyullo
- Chiwacmarca
- Wañaq'awa

## Autoridades

### Municipales
- 2019 - 2022[3]
  - Alcalde: Oscar Torcuato Chahua Márquez, del Movimiento Regional Tawantinsuyo.
  - Regidores:

  1. Agustín Mantilla Mallma (Movimiento Regional Tawantinsuyo)
  2. Frine Felicitas Gallegos Cjula (Movimiento Regional Tawantinsuyo)
  3. René Yanqui Chahua (Movimiento Regional Tawantinsuyo)
  4. Rosa Chahua Gómez (Movimiento Regional Tawantinsuyo)
  5. Roberto Gallegos Rodríguez (Autogobierno Ayllu)

Alcaldes anteriores
- 2011-2014:[4] Arturo Ccahuana Gómez, del Movimiento Regional Inka Pachakuteq.
- 2007-2010: Zacarías Chahua Márquez.
- 2015 2018: CALISTO CCAHUANA CHAHUA

## Atractivos turísticos
1. Centro arqueológico de Marcamarca. Ubicada al este del distrito de Quiñota, precisamente en la comunidad de Hatt'a Pallpa Pallpa. 
a. Zona Urbana. 
Presenta un complejo arquitectónico preinca ubicadas en la cima de la montaña del mismo nombre, donde se pueden observar construcciones medianas de galpones cuadrangulares y rectangulares. 
En las construcciones destinadas a vivienda destacan edificios medianos de sillar con puertas y ventanas de regular tamaño. Su puerta de acceso es única, por lo que se puede deducir que Marcamarca fue una ciudad fortificada, puesto que todo el contorno esta rodeada de una pañolería de gran altitud.  
b. Zona agrícola
Los andenes (terrazas de cultivo), de Marca marca  lucen como grandes escalones construidos en todas las faldas que las rodea la fortaleza. Son estructuras formadas por un muro de piedra y un relleno de diferentes capas de material (piedras grandes, piedras menores, cascajo, arcilla y tierra de cultivo) que facilitan el drenaje. Estas andenerías aún siguen siendo usadas por los pobladores de la comunidad para cultivar sobre todo el maíz blanco, amarillo, morado (kulli), waqanki, ohsqo. etc.
2. Templo colonial
3. Aguas termales de Ranra Pata
c. Apus tutelares
- Paqolla
- Wanakumaña
- Nevado Wanso

## Festividades
- Santa Rosa de Lima.
- San Pedro y San Pablo.
- San Juan.
- Santiago.